# Munguzá
Mungunzá ou Canjica é uma iguaria doce feita de grãos de milho-branco inteiros, cozidos em um caldo contendo leite de coco ou de vaca, açúcar, canela em pó ou casca e cravo-da-índia. O prato faz parte da culinária brasileira, onde é apreciado durante todo o ano, diferentemente de outras iguarias de milho, que são geralmente feitas no período junino.
O prato é comum em várias partes do país, tendo denominações e preparos diferentes. Há inclusive duas versões salgadas: uma com milho e outra com milho e feijão encontradas no sul do Ceará e oeste dos estados da Paraíba, Pernambuco e Rio Grande do Norte, o qual leva ingredientes semelhantes aos da feijoada. Assemelha-se ao prato tradicional cabo-verdiano Cachupa.
No Sul, Sudeste e Centro-Oeste do Brasil, e também no Distrito Federal, o prato é denominado canjica, seguindo a origem africana advinda do quimbundo "Kandjica" ou, segundo Nei Lopes, é metamorfose de "Kanzika", que significa "papa grossa de milho-cozido" no dialeto quicongo, falado no Congo e na Angola. Por outro lado, canjica é o nome de outro prato tipo do nordeste que, no restante do país, é conhecido como curau ou mingau de milho. Nos estados da sub-região do Meio-Norte (Maranhão e Piauí), o prato é conhecido como "mingau de milho". No estado do Pará é conhecido por "mingau de milho branco". Já nas religiões afro-brasileiras, um prato semelhante, mas sem tempero nem sal, recebe a denominação de mukunza ou, mais comumente, ebô, uma comida ritual na cultura Jeje-Nagô.[carece de fontes?]
Etimologicamente, a palavra mungunzá é de origem africana e provém do quimbundo mu’kunza, que em português se traduz por «milho cozido».

## Galeria

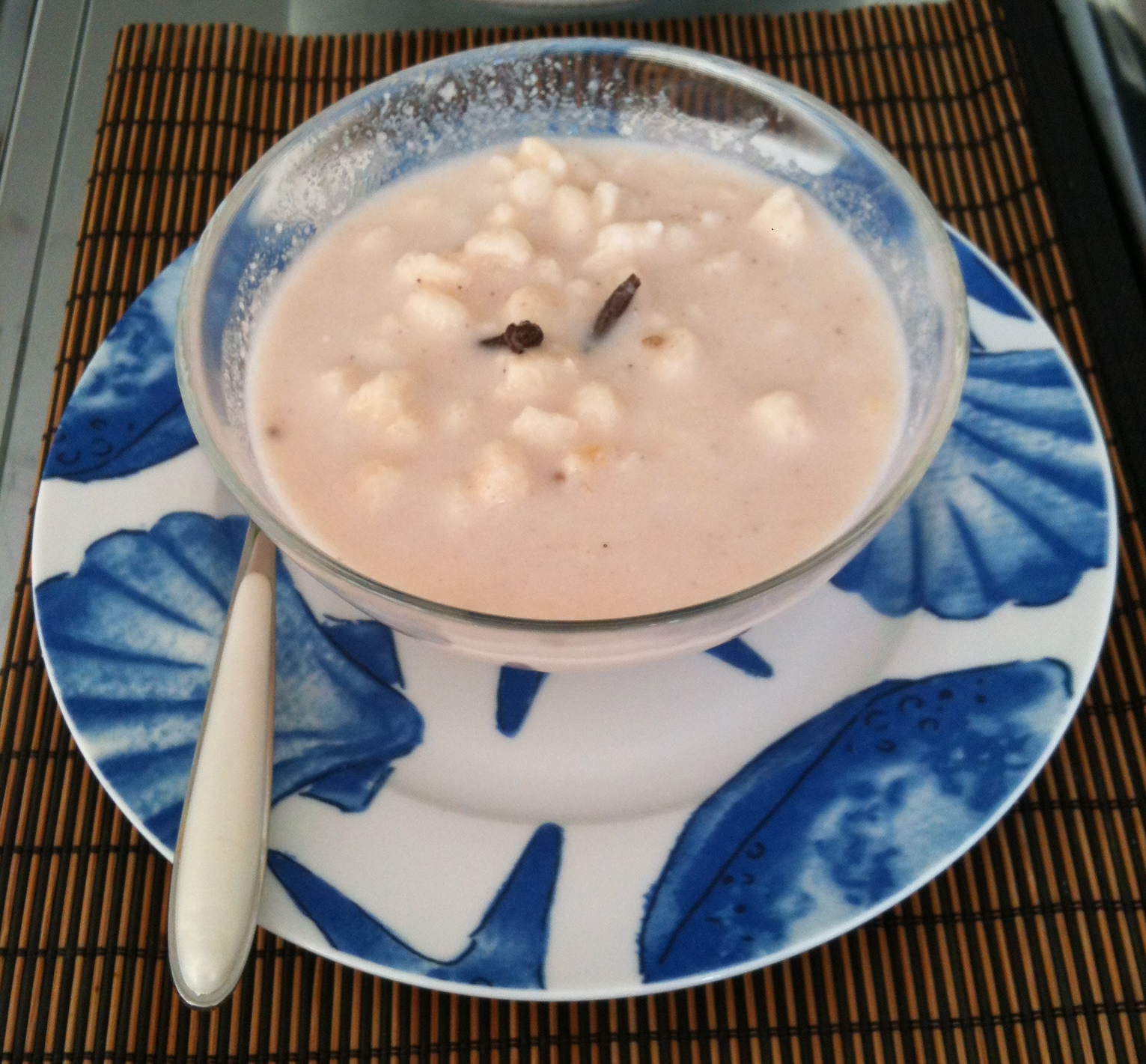
Tigela de mungunzá decorado com cravos-da-índia.
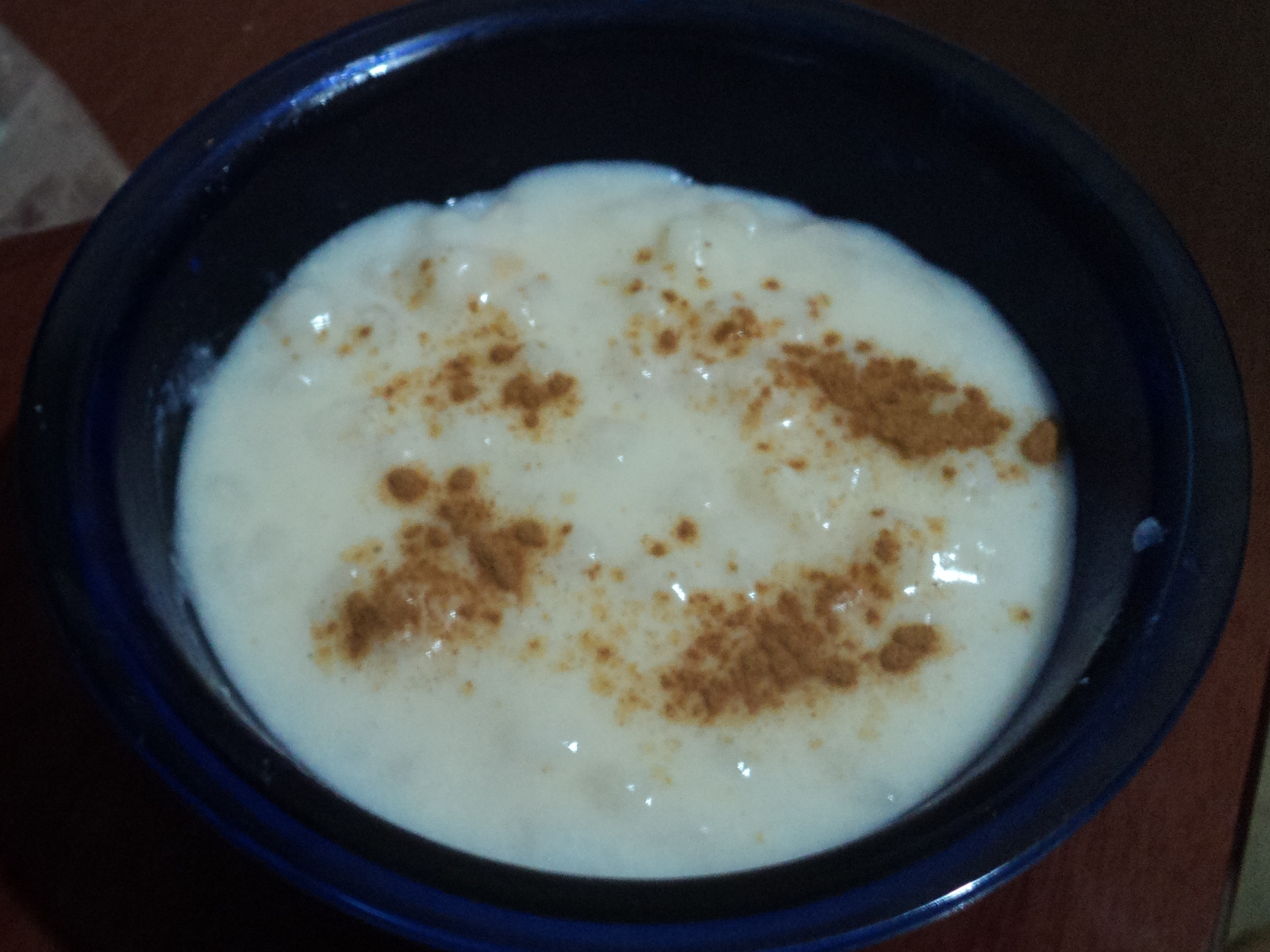
Munguzá polvilhado com canela.
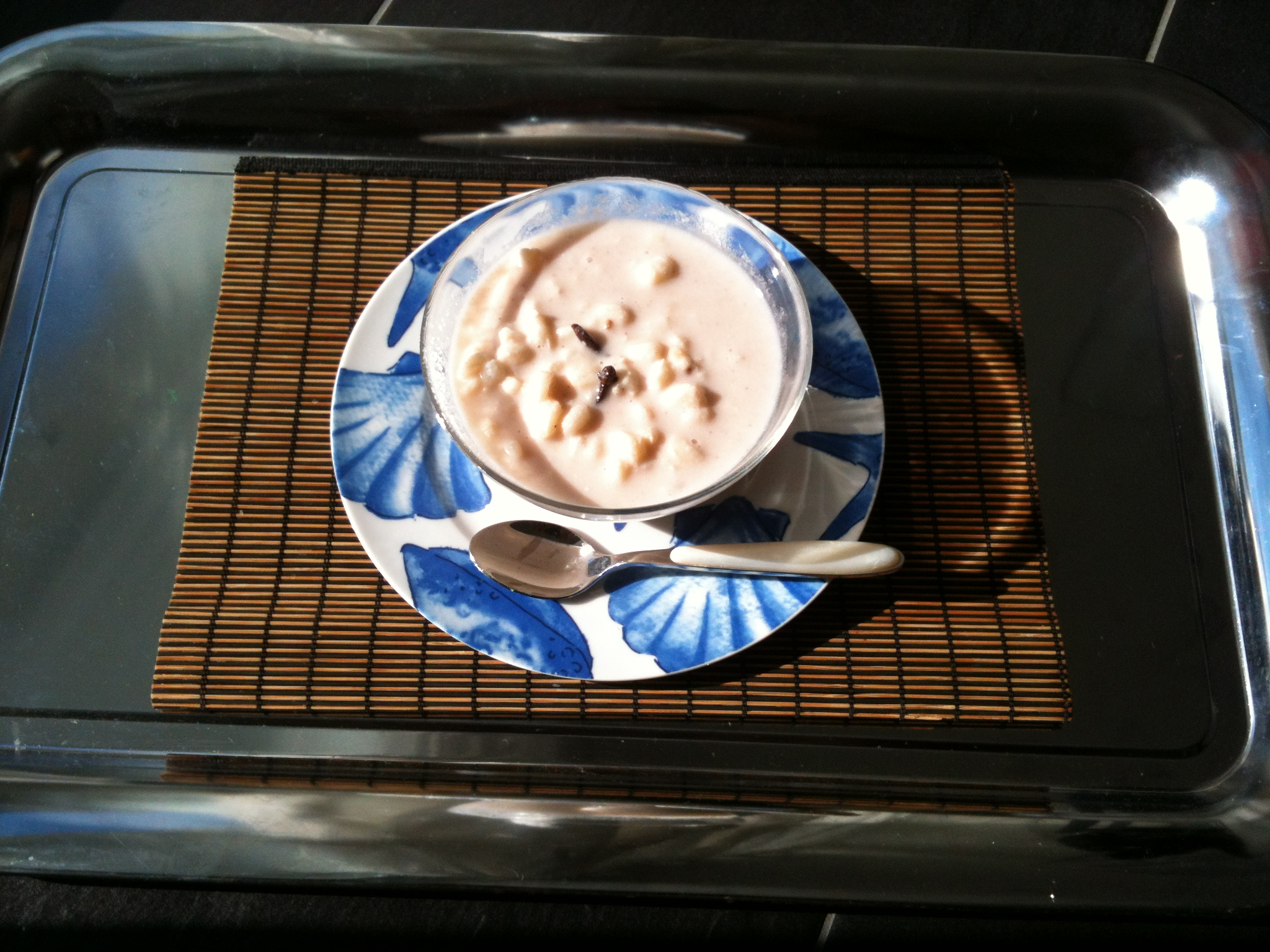
A iguaria servida com estilo em um restaurante típico nordestino.
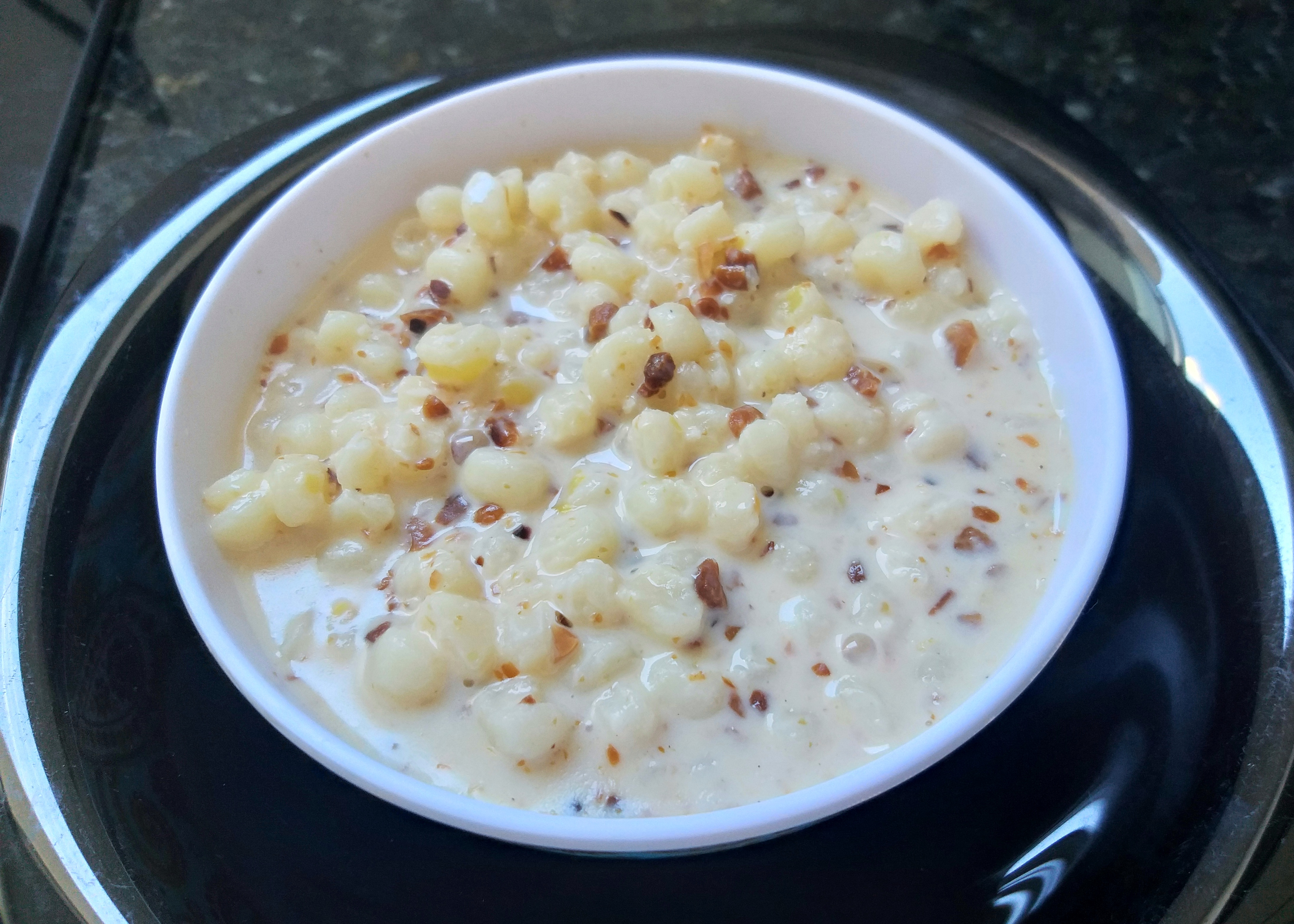
Canjica com amendoim